# SM U-71
SM U-71 – niemiecki oceaniczny jednokadłubowy podwodny stawiacz min, pierwszy okręt typu UE 1, zbudowany w stoczni Vulcan w Hamburgu w roku 1915. Zwodowany 31 października 1915 roku, wszedł do służby w Kaiserliche Marine 20 grudnia 1915 roku. W czasie swojej służby SM U-71 odbył 12 patroli bojowych. Zatopił 18 statków o łącznej pojemności 15 273 BRT, uszkodził jeden statek o pojemności 3230 BRT, zajął jeden jako pryz, zatopił trzy okręty Royal Navy o łącznej wyporności 3481 ton oraz jeden uszkodził.

## Budowa
Okręt SM U-71 był pierwszym z dziesięciu okrętów typu UE 1. Był jednokadłubowym okrętem przeznaczonym do działań oceanicznych, ze zbiornikami siodłowymi, o długości 56,8 metra, wyporności w zanurzeniu 755 ton, zasięgu 5800 Mm przy prędkości 7 węzłów na powierzchni oraz 83 Mm przy prędkości 4 węzły w zanurzeniu. Załoga składała się z 32 osób: 28 marynarzy i 4 oficerów. Okręt był wyposażony w działo pokładowe o kalibrze 88 mm. Wewnątrz kadłuba sztywnego okręt przewoził 34 kotwiczne miny morskie, stawiane z dwóch rufowych aparatów minowych o średnicy 100 cm. Każdy z nich mieścił po 3 miny. Po ich otwarciu, masa wody (w sumie 6 ton) musiała być kompensowana zalewaniem dziobowych zbiorników balastowych. Wygospodarowanie miejsca dla min oznaczało również przesunięcie przedziału silnikowego w kierunku dziobu. Uzbrojenie torpedowe to dwie wyrzutnie (dziobowa i rufowa) kalibru 500 mm typu zewnętrznego, z zapasem 4 torped. 

## Służba
Pierwszym dowódcą okrętu został 20 grudnia 1915 roku mianowany Hugo Schmidt. 7 kwietnia 1916 roku jednostka została przydzielona do II Flotylli. Pod dowództwem Hugo Schmidta SM U-71 zatopił 9 statków - 4 w październiku, 4 w grudniu i 1 w lutym. Pierwszą ofiarą załogi SM U-71 był szwedzki żaglowiec „Greta” o pojemności 1370 BRT. Statek płynął z ładunkiem stali z Göteborga do Sunderland. 18 października 1916 roku statek został zatopiony około 9 mil na północ od latarniowca Hirshels. Kolejnymi były: „Mercur” (19 października 1916, 711 BRT), „Normandie” (tego samego dnia, 1342 BRT) i „Rönnaug” (21 października 1916, 1331 BRT). W grudniu zatopiono „Solon” (13 grudnia 1916, 137 BRT), „Sjofna” (17 grudnia 1916, 528 BRT), „Herø” (18 grudnia 1916, 1106 BRT) i „Sieka” (tego samego dnia, 119 BRT). Ostatnim zatopionym pod dowództwem Schmidta był brytyjski trawler „Halcyon” o pojemności 190 BRT. 19 lutego 1917 roku statek wpadł na minę pozostawioną przez SM U-71 na północ od Butt of Lewis.
20 kwietnia 1917 roku na stanowisku dowódcy okrętu nastąpiła zmiana. Hugo Schmidt został zastąpiony przez kpt. mar. Waltera Gude. Pierwsze zwycięstwo pod dowództwem nowego kapitana załoga SM U-71 odniosła operując na północ od archipelagu Szetlandów. 4 czerwca 1917 roku zatopiła duński statek „Orion”, o pojemności 1870 BRT, który płynął pod balastem z Kallundborg do Halifax. Cała załoga ocalała. 26 lipca 1917 roku u wybrzeży archipelagu Szetlandów, miny postawione 31 maja przez SM U-71 spowodowały zatopienie jednego oraz uszkodzenie drugiego statku. Pierwszym był zbudowany w 1906 roku francuski parowiec „Flore” o pojemności 3553 BRT, a drugim brytyjski parowiec „Ethelwynne” z 1904 roku, o pojemności 3230 BRT. W obu przypadkach obyło się bez ofiar, „Ethelwynne” udało się odholować do portu. 
28 listopada 1917 roku Walter Gude został zastąpiony przez kapitana Otto Dröschera. Dröscher dowodził okrętem przez dwa miesiące - do 27 stycznia 1918 roku. W tym okresie, w czasie patrolu w okolicach Szetlandów, SM U-71 zatopił brytyjski trawler „Amadavat” o pojemności 171 BRT oraz zajął jako pryz holenderski szkuner „De Hoop”.
28 stycznia 1918 roku Otto Dröscher został mianowany dowódcą nowego okrętu SM U-117 należącego do typu UE II, który do końca wojny działał u wybrzeży USA i Kanady. Dowodzenie SM U-71 przejął por. mar. Richard Scheurlen. 1 maja 1918 roku na minach postawionych przez U–71 w okolicach Montrose, Tod Head w Szkocji zatonął nowy brytyjski trałowiec HMS „Blackmorevale” (750 ton, 26 ofiar). 15 sierpnia 1918 roku w okolicach Ijmuiden (Dania) na minach zatonął lider HMS „Scott” (1801 ton, 22 ofiar), pierwszy okręt swojej klasy. Wraz z nim na dno poszedł niszczyciel HMS „Ulleswater” (930 ton, 5 ofiar). Oba zatopienia część literatury przedmiotu przypisywała UC-17. 20 sierpnia 1918 roku, 25 mil na południowy wschód od Aberdeen, postawiona trzy dni wcześniej mina uszkodziła trałowiec HMS „Shirley” (820 ton) typu Racecourse.
Ostatnim znanym dowódcą jednostki został Kurt Slevogt, mianowany na to stanowisko 30 lipca 1918 roku. Pod jego dowództwem okręt nie odniósł dalszych sukcesów. 
U-71 poddał się 23 lutego 1919 roku i został zezłomowany w Cherbourg-Octeville w 1921 roku.